# Nikodemas Laurynas
Nikodemas Laurynas (* 30. März 2004) ist ein litauischer Leichtathlet, der sich auf den Stabhochsprung spezialisiert hat.

## Sportliche Laufbahn
Erste internationale Erfahrungen sammelte Nikodemas Laurynas im Jahr 2023, als er bei der 2. Liga der Team-Europameisterschaft im Rahmen der Europaspiele in Chorzów mit übersprungenen 4,70 m auf den vierten Platz im B-Finale gelangte. 2025 wurde er bei der 1. Liga der Team-Europameisterschaft in Madrid mit 5,10 m Siebter im B-Finale und anschließend schied er bei den U23-Europameisterschaften in Bergen mit 5,00 m in der Qualifikationsrunde aus. 
2024 wurde Laurynas litauischer Meister im Stabhochsprung im Freien sowie 2023 und 2025 in der Halle.